# Lynn Silliman
Lynn Silliman (ur. 24 kwietnia 1959 w Watsonville) – amerykańska wioślarka (sterniczka), brązowa medalistka olimpijska i wicemistrzyni świata.

## Kariera
Wystąpiła na igrzyskach olimpijskich w Montrealu w 1976, gdzie osada USA w składzie: Jackie Zoch, Anita DeFrantz, Carie Graves, Marion Greig, Anne Warner, Peggy McCarthy, Carol Brown, Gail Ricketson i Lynn Silliman zdobyła brązowy medal w ósemkach. W finale uplasowały się o 5,36 sekundy za osadą NRD i 2,51 sekundy za osadą ZSRR. Był to debiut tej konkurencji w programie olimpijskim i zarazem jedyny start olimpijski Silliman. 
W tej samej konkurencji zdobyła również srebrny medal na mistrzostwach świata w Nottingham (1975). 
Jej kuzynka, Kelly Rickon, także została wioślarką.